# Люссье, Патрик
Патрик Люссье (фр. Patrick Lussier; род. 1964) — канадский кинорежиссёр, сценарист и монтажёр.

## Карьера
Патрик Люссье работал монтажёром во многих последних фильмах Уэса Крэйвена, включая «Кошмар на улице Вязов 7: Новый кошмар», «Вампир в Бруклине», «Крик» и «Ночной рейс», а также режиссёром фильмов, включая «Дракула 2000», «Пророчество 3: Вознесение» и «Белый шум 2: Сияние». Затем он был монтажёром и визуальным консультантом фильма «Глаз» компании Lionsgate Films с Джессикой Альбой в главной роли — ремейка одноимённого гонконгского фильма. Среди других фильмов Люссье также работал визуальным консультантом фильмов «Шёпот» и «Темнота наступает».
Люссье дважды был номинирован на ежегодную премию «Джемини» за лучший монтаж в драматической программе или сериале: в 1994 году за фильм «В дрейфе», а в 1995 году — за фильм «Головы».
В 2009 году Люссье снял фильм «Мой кровавый Валентин» для Lionsgate Films по сценарию Тодда Фармера и Зейна Смита — ремейк одноимённого канадского слэшера 1981 года. 19 сентября 2009 года он подписал контракт на написание сценария и режиссирование фильма «Хэллоуин 3-D», третьей части перезапуска франшизы «Хэллоуин», изначально запланированной на 2011 год, но позже отклонённой . В 2010 году Люссье снял фильм «Сумасшедшая езда», вышедший в прокат в США 25 февраля 2011 года. Сценарий он написал в соавторстве с Тоддом Фармером, а главные роли в фильме исполнили Николас Кейдж, Эмбер Хёрд, Уильям Фихтнер, Билли Берк и Дэвид Морс. Люссье сфокусировался на «Сумасшедшей езде» после того, как работа над «Хэллоуином 3-D» была приостановлена. Люссье вёл переговоры о съёмках триллера про вампиров «Во тьме». В январе 2011 года его включили в список десяти канадских режиссёров, обязательных для просмотра, а в 2013 году Патрик Люссье и его партнёр-сценарист Лаэта Калогридис подписали контракт на написание сценария к последнему на данный момент фильму серии фильмов о Терминаторе для Paramount Pictures и Skydance Productions под названием «Терминатор: Генезис».

## Личная жизнь
Люссье разведён. Его сын, Девин Люссье, пошёл по стопам отца, работая первым ассистентом монтажёра в фильме «Карантин», монтажёром визуальных эффектов в фильме «Мой кровавый Валентин», помощником монтажёра в фильмах Приключения Тинтина: Тайна «Единорога», «Принц Персии: Пески времени», «Линкольн» и сомонтажёром фильма «Сумасшедшая езда».

## Фильмография
| Режиссёр                | Режиссёр                         | Режиссёр                   | Режиссёр   | Режиссёр                         |
| Год                     | Название                         | Ориг. название             | Тип фильма | Примечания                       |
| ----------------------- | -------------------------------- | -------------------------- | ---------- | -------------------------------- |
| 2022                    | Клаустрофобы: Квест с того света | Play Dead                  |            |                                  |
| 2019                    | Судная ночь                      | The Purge                  | Телесериал | Эпизод «Перед сиренами»          |
| 2019                    | Трюк                             | Trick                      |            |                                  |
| 2018                    | Навстречу тьме                   | Into the Dark              | Телесериал | Эпизод «Плоть и кровь»           |
| 2016                    | Крик                             | Scream (TV series)         | Телесериал | Эпизод «Когда звонит незнакомец» |
| 2011                    | Сумасшедшая езда                 | Drive Angry                | 3D фильм   | также монтажёр                   |
| 2009                    | Мой кровавый Валентин            | My Bloody Valentine 3D     | 3D фильм   | также монтажёр                   |
| 2007                    | Белый шум 2: Сияние              | White Noise: The Light     |            | также монтажёр                   |
| 2005                    | Дракула 3: Наследие              | Dracula III: Legacy        | Видео      |                                  |
| 2003                    | Дракула 2: Вознесение            | Dracula II: Ascension      | Видео      |                                  |
| 2000                    | Дракула 2000                     | Dracula 2000               |            | также монтажёр                   |
| 2000                    | Пророчество 3: Вознесение        | The Prophecy 3: The Ascent | Видео      |                                  |
| Сценарист               |                                  |                            |            |                                  |
| Год                     | Название                         | Ориг. название             | Тип фильма | Примечания                       |
| 2015                    | Терминатор: Генезис              | Terminator Genisys         |            | сценарий                         |
| 2011                    | Сумасшедшая езда                 | Drive Angry                | 3D фильм   | сценарий                         |
| 2005                    | Дракула 3: Наследие              | Dracula III: Legacy        | Видео      | сценарий                         |
| 2003                    | Дракула 2: Вознесение            | Dracula II: Ascension      | Видео      | сценарий                         |
| 2000                    | Дракула 2000                     | Dracula 2000               |            | сюжет                            |
| Исполнительный продюсер |                                  |                            |            |                                  |
| Год                     | Название                         | Ориг. название             | Тип фильма | Примечания                       |
| 2015                    | Терминатор: Генезис              | Terminator Genisys         |            |                                  |
| 2007                    | Плёнки из Пукипси                | The Poughkeepsie Tapes     |            |                                  |